# Čavdar Jankov
Čavdar Jankov (in bulgaro Чавдар Янков?; Sofia, 29 marzo 1984) è un ex calciatore bulgaro, di ruolo centrocampista.

## Carriera

### Club
In patria ha giocato quattro stagioni con lo Slavia Sofia.
In Germania ha giocato dal 2005 al 2009 con l'Hannover e nello stesso 2009 col Duisburg.
In Ucraina ha Metalurh Donec'k, passando per quasi due stagioni in prestito in Russia con il Rostov.
Ha chiuso la carriera con lo Slavia Sofia, club con cui aveva cominciato.

### Nazionale
Tra il 2003 e il 2011 ha giocato 48 partite con la nazionale bulgara, segnando 5 gol.
Ha esordito in nazionale il 18 novembre 2003, entrando a tempo quasi scaduto al posto di Zdravko Lazarov nell'amichveole contro la Corea del Sud. Quasi un anno più tardi, il 18 agosto 2004, giocò la sua seconda partita in nazionale, la prima da titolare, un'amichevole contro l'Irlanda in cui giocò i primi 76 minuti, prima di essere sostituito da Martin Kamburov
Il suo primo gol in nazionale risale alla gara contro Malta valida per le Qualificazioni al campionato mondiale di calcio 2006 in cui Jankov siglò la rete del definitivo 4-1. Il 12 novembre 2005 riuscì a realizzare una doppietta (suoi furono i primi due gol) nella goleada rifilata dalla Bulgaria alla Georgia nel corso di una gara amichevole.

## Statistiche
| Stagione                | Squadra                 | Campionato              | Campionato | Campionato | Coppe nazionali | Coppe nazionali | Coppe nazionali | Totale | Totale |
| Stagione                | Squadra                 | Comp                    | Pres       | Reti       | Comp            | Pres            | Reti            | Pres   | Reti   |
| ----------------------- | ----------------------- | ----------------------- | ---------- | ---------- | --------------- | --------------- | --------------- | ------ | ------ |
| 2001-2002               | Slavia Sofia            | AL                      | 5          | 0          | CB              | ?               | ?               | 5+     | 0+     |
| 2002-2003               | Slavia Sofia            | AL                      | 18         | 0          | CB              | ?               | ?               | 18+    | 0+     |
| 2003-2004               | Slavia Sofia            | AL                      | 30         | 6          | CB              | ?               | ?               | 30+    | 6+     |
| 2004-2005               | Slavia Sofia            | AL                      | 25         | 6          | CB              | ?               | ?               | 25+    | 6+     |
| 2005-2006               | Hannover 96             | BL                      | 22         | 4          | CG              | 3               | 1               | 25     | 5      |
| 2006-2007               | Hannover 96             | BL                      | 28         | 2          | CG              | 3               | 0               | 31     | 2      |
| 2007-2008               | Hannover 96             | BL                      | 8          | 1          | CG              | 1               | 0               | 9      | 1      |
| 2008-2009               | Hannover 96             | BL                      | 8          | 0          | CG              | 1               | 0               | 9      | 0      |
| Totale Hannover         | Totale Hannover         | Totale Hannover         | 66         | 7          |                 | 8               | 1               | 71     | 7      |
| ago.-dic. 2009          | Duisburg                | 2B                      | 12         | 1          | CG              | 2               | 0               | 14     | 1      |
| gen.-giu. 2010          | Metalurh Donec'k        | PL                      | 12         | 0          | CU              | 2               | 0               | 14     | 0      |
| gen-giu.2010            | Rostov                  | PL                      | 11         | 2          | CR              | 3               | 0               | 14     | 2      |
| lug.-ago. 2010          | Metalurh Donec'k        | PL                      | 12         | 0          | CU              | 0               | 0               | 4      | 0      |
| Totale Metalurh Donec'k | Totale Metalurh Donec'k | Totale Metalurh Donec'k | 24         | 0          |                 | 2               | 0               | 26     | 0      |
| gen-lug. 2011           | Rostov                  | PL                      | 14         | 0          | CR              | 1               | 0               | 15     | 0      |
| Totale Rostov           | Totale Rostov           | Totale Rostov           | 25         | 2          |                 | 4               | 0               | 29     | 2      |
| 2012-2013               | Slavia Sofia            | AL                      | 13         | 0          | CB              | 2               | 0               | 15     | 0      |
| 2013-2014               | Slavia Sofia            | AL                      | 28         | 6          | CB              | 2               | 0               | 30     | 6      |
| 2014-2015               | Slavia Sofia            | AL                      | 5          | 0          | CB              | 1               | 0               | 6      | 0      |
| Totale Slavia Sofia     | Totale Slavia Sofia     | Totale Slavia Sofia     | 124        | 18         |                 | 5+              | 0+              | 129+   | 18+    |
| Totale carriera         | Totale carriera         | Totale carriera         | 251        | 28         |                 | 21+             | 1+              | 322+   | 29+    |